# Никитинский, Иосиф Илларионович
Ио́сиф Илларио́нович Ники́тинский (1905—1974) — советский деятель органов государственной безопасности, начальник Главного архивного управления НКВД — МВД СССР, генерал-майор.

## Биография
Родился 16 ноября 1905 года в деревне Подосёновская Вельского уезда Вологодской губернии (ныне Устьянский район Архангельской области) в крестьянской семье. Юношей работал в хозяйстве отца.
В 1922 году вступил в РКСМ. В 1922—1923 годах обучался в губернской совпартшколе 1-й ступени, в 1924—1926 годах — 2-й. По её окончании стал ответственным секретарём Усть-Вельского волостного комитета ВЛКСМ, затем инструктором Вельского уездного комитета ВЛКСМ, снова ответственным секретарём Бестужевского волостного комитета комсомола.
С октября 1927 по октябрь 1928 года проходил действительную военную службу в РККА рядовым 28-го стрелкового полка. После увольнения в запас работал заместителем председателя Вологодского губернского и окружного Совета физкультуры.
С 1929 года — на службе в органах внутренних дел. Практикант полномочного представительства ОГПУ по Северному краю (1929—1930), помощник оперуполномоченного спецотдела ПП ОГПУ (1930), оперуполномоченный (1930—1932), старший оперуполномоченный (1932). В 1932 году вступил в ВКП(б).
С 1932 года возглавлял районные отделы ГПУ (с 1934 года — НКВД) в Междуреченском (1932—1936) и Грязовецком районах (1936—1937).
С марта по сентябрь 1937 года прошёл обучение в Центральной школе Главного управления госбезопасности НКВД СССР, посл чего продолжил службу в Москве в должности оперативного уполномоченного 5-го отделения 4-го отдела ГУГБ НКВД СССР. С 1938 года, в звании лейтенанта госбезопасности, занимал должности заместителя начальника ряда отделений ГУГБ. Возглавлял комиссию по проверке архивных органов по личному поручению Л. П. Берия. Итогами работы комиссии стало составление списка из более ста имён работников, которым выражалось «политическое недоверие».
В марте 1939 года присвоено звание капитана госбезопасности и направлен в Главное архивное управление НКВД СССР в качестве заместителя начальника управления. С апреля 1939 года — и. о. начальника. В марте 1940 года присвоено звание майора госбезопасности. 5 августа 1940 года назначен начальником Главного архивного управления НКВД СССР (с июля 1941 по январь 1944 года — Управление государственных архивов НКВД СССР). При нём было начато составление секретных путеводителей по архивам и секретных сборников документов. Главным направлением деятельности архивных органов объявляется выявление материалов «для оперативного использования органами НКВД» и составление соответствующей картотеки. Для координации этих работ по его приказу в ГАУ был создан специальный отдел № 11, или «отдел секретных фондов».
О стиле руководства И. И. Никитинского можно составить представление по эпизоду, описанному в воспоминаниях сотрудницы архивов И. Ф. Петровской:

В начале 1941 г. к нам в Ленинград приехал начальник ГАУ Никитинский… Зашли в хранилища фонда Дирекции императорских театров. — «Что здесь у вас?» — « Вот это — личные дела актёров». — «Зачем их хранить? Надо в макулатуру выделить». — «Но по ним читатели занимаются». — «Не будут заниматься». «Меня, — пишет Петровская, — всю жизнь потом восхищала железная логика: действительно, если уничтожить, то уже не будут заниматься».

В 1943 году ему присвоено звание полковника, с 9 июля 1945 года он — генерал-майор госбезопасности.
В конце войны и сразу после неё активизировал издательскую деятельность архивной службы. По его инициативе массовым тиражом стали выходить сборники документов: «Генералиссимус Суворов», «Фельдмаршал Кутузов», «Генерал Багратион» и т. п., в подготовке которых он принимал личное участие. Являлся автором нескольких книг на тему немецкого шпионажа во время Первой и Второй мировых войн.
Однако по итогам проверки работы Главного архивного управления комиссией МВД СССР, ему и руководимой им архивной службе было вменено в вину то, что они не обладают чувством нового и работают по старинке, руководствуясь канонами Декрета от 1 июня 1918 года, «хотя обстановка с тех пор коренным образом изменилась». После этого вынужден был 8 октября 1947 года уйти с должности руководителя архивного управления.
С декабря 1947 года — на преподавательской работе: начальник кафедры службы органов МВД военного института МВД — МГБ СССР (1947—1950), замначальника кафедры (1950—1954).
В 1954—1957 годах возглавлял контрольную инспекцию при начальнике Управления МВД Московской области. В 1957—1958 годах — начальник учебного пункта УВД Московской области. В августе 1958 года уволился из рядов МВД СССР.
Будучи на пенсии, проживал в Москве. В 1964—1966 годах работал научным сотрудником в НИИ информации по тяжёлому машиностроению.
Умер 30 декабря 1974 года на 70-м году жизни.

## Награды
- Орден Красного Знамени
- Орден Красной Звезды
- Орден «Знак Почёта»
- 4 медали